# Cratere Froelich
Froelich è un cratere lunare di 56,73 km situato nella parte nord-orientale della faccia nascosta della Luna, poco oltre il terminatore. A pochi chilometri di distanza verso nord si trova il cratere Lovelace, mentre più lontano verso sud c'è il cratere Merrill, e a sudest, proprio lungo il margine, si trova il più grande cratere Brianchon.
Ha una forma circolare e abbastanza simmetrica; il bordo è eroso e non è molto esteso verso l'esterno. Le pareti interne sono prive di formazioni particolari, tranne che per alcuni crateri minori lungo i lati est e sud. Il fondale presenta un basso crinale nel quadrante nordest, e un modesto picco centrale.
Il cratere è dedicato allo scienziato statunitense Jack Froelich.

## Crateri correlati
Alcuni crateri minori situati in prossimità di Froelich sono convenzionalmente identificati, sulle mappe lunari, attraverso una lettera associata al nome.
| Froelich | Coordinate             | Diametro (in km) |
| -------- | ---------------------- | ---------------- |
| M        | 77°19′12″N 110°52′12″W | 30,1             |